# Rang-du-Fliers
Rang-du-Fliers là một xã trong tỉnh Pas-de-Calais, vùng Hauts-de-France, Pháp.

## Dân số
| 1962                                                              | 1968 | 1975 | 1982 | 1990 | 1999 | 2006 |
| ----------------------------------------------------------------- | ---- | ---- | ---- | ---- | ---- | ---- |
| 1966                                                              | 2224 | 2789 | 3297 | 3579 | 3612 | 4103 |
| Số liệu điều tra dân số tính từ năm 1962, dân số chỉ tính một lần |      |      |      |      |      |      |

## Địa điểm nổi bật
- Nhà thờ St.Eugene, thế kỷ 19.

## Nhân vật
- Micheline Ostermeyer, sinh ở đây.

## Thành phố kết nghĩa
- Ditton, Anh quốc